# Fort Qu'Appelle
Fort Qu'Appelle est une petite municipalité de la vallée de la rivière Qu'Appelle, située dans le sud de la Saskatchewan, au Canada. Au recensement de 2006, on y comptait 1 919 habitants. 

## Histoire

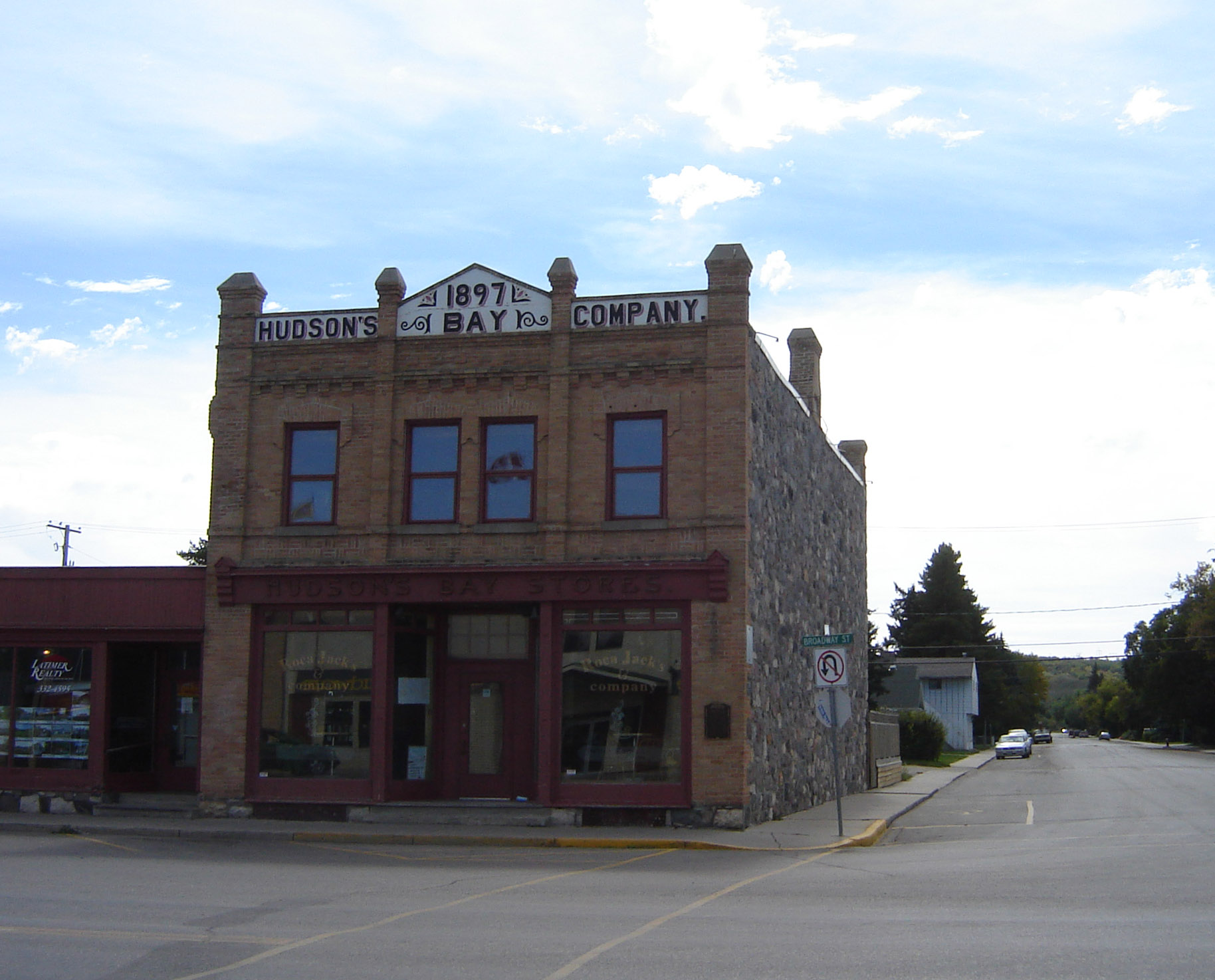
Magasin de la Compagnie de la Baie d'Hudson datant de 1897.

Fort Qu'Appelle fut originellement établie à titre de poste de traite de la Compagnie de la Baie d'Hudson en 1852.
En 1787, la Compagnie du Nord-Ouest avait établi un poste de traite des fourrures à Fort Espérance sur le cours inférieur de la rivière Qu'Appelle. Après l'abandon en 1819 de ce poste de traite, la Compagnie de la Baie d'Hudson a créé un poste à Fort Qu'Appelle en 1852 immédiatement adjacente au site de ce qui allait devenir la ville du même nom. 
Durant la progression du contrôle de l'état canadien dans l'ouest du pays, les Nehiyaw et les Saulteaux signent le traité no 4 de cession de leur territoire à Fort Qu'Appelle en 1874. Un an plus tard, la Police montée du Nord-Ouest, qui deviendra la Gendarmerie royale du Canada, établit un avant-poste près de l'emplacement actuel de la ville. En 1881, le chef Sitting Bull et un détachement de guerriers Sioux, qui fuient la cavalerie américaine, se rendent au fort Qu'Appelle pour obtenir des provisions et négocier avec le surintendant James Walsh leur installation. 
Pendant la rébellion du Nord-Ouest de 1885, par les métis et dirigée par Louis Riel, le général Middelton de l'armée canadienne choisit le fort comme quartier général temporaire et comme base d'opérations de ses troupes en route pour Batoche.

## Démographie
| 2001  | 2006  | 2011  | 2016  |
| ----- | ----- | ----- | ----- |
| 1 940 | 1 919 | 2 034 | 2 027 |